# Patrick Battiston
Patrick Battiston (ur. 12 marca 1957 w Amnéville) – francuski piłkarz występujący na pozycji obrońcy. W 1984 roku zdobył mistrzostwo Europy z reprezentacją Francji, a dwa lata później – III miejsce na Mistrzostwach Świata 1986.

## Kariera piłkarska
Jeden z najlepszych francuskich środkowych obrońców lat 80. Zaczynał karierę w prowincjonalnym klubie w Talange. Od 1973 roku przez siedem sezonów grał w FC Metz, skąd w 1980 roku przeniósł się do AS Saint-Étienne. Jego talent w pełni dojrzał pod trenerskim okiem Roberta Herbina. W 1981 roku Battiston świętował swoje pierwsze mistrzostwo Francji.
Na rok przed Euro 1984 Aimé Jacquet sprowadził go do Girondins Bordeaux. W ciągu czteroletniej współpracy z przyszłym selekcjonerem reprezentacji, Battiston mógł do swojej kolekcji trofeów dołożyć trzy tytuły mistrza kraju oraz dwa Puchary Francji.
Piąty w swojej karierze triumf w rozgrywkach ligowych zaliczył w 1988 roku w barwach AS Monaco.
Na mistrzostwach Europy w 1984 roku był jednym z najsilniejszych punktów defensywy reprezentacji Francji, która zdobyła wówczas mistrzostwo Europy. Brał udział w trzech turniejach o Puchar Świata – w 1978, 1982 i 1986 roku. Szczególnie zapamiętał Copa del Mundo 1982, kiedy w meczu półfinałowym z RFN został brutalnie sfaulowany przez niemieckiego bramkarza Haralda Schumachera, który wybił mu zęby i doprowadził do poważnych uszkodzeń głowy. Lekarze jeszcze na boisku podali zawodnikowi tlen.
Piłkarską karierę zakończył w 1991 roku, w wieku trzydziestu czterech lat.

## Sukcesy piłkarskie
- mistrzostwo Francji 1981 z AS Saint-Étienne
- mistrzostwo Francji 1984, 1985 i 1987 oraz Puchar Francji 1986 i 1987 z Girondins Bordeaux
- mistrzostwo Francji 1988 z AS Monaco

W reprezentacji Francji od 1977 do 1989 roku rozegrał 56 meczów i strzelił 3 bramki – mistrzostwo Europy 1984, III miejsce – Mistrzostw Świata 1986 i IV miejsce na Mistrzostwach Świata 1982 oraz start w Mundialu 1978.

## Po zakończeniu kariery
Po zakończeniu sportowej kariery związał się z Girondins Bordeaux. W przeciwieństwie do wielu swoich kolegów z reprezentacji z 1984 roku nie poświęcił się pracy szkoleniowej. Przez całe lata 90. pracował w pionie administracyjnym klubu.
Od 2003 jest trenerem drużyny rezerw w Bordeaux.
- 1991-95 –  Girondins Bordeaux, dyrektor sportowy
- 1995-96 –  Girondins Bordeaux, dyrektor ds. marketingu
- 1996-98 –  Girondins Bordeaux, dyrektor sportowy
- 1998-99 –  Girondins Bordeaux, trener drużyny rezerw
- 2001-02 –  Girondins Bordeaux, trener drugiej drużyny rezerw
- od 2003 –  Girondins Bordeaux, trener drużyny rezerw